# Frank Temile
Frank Temile (nacido el 15 de julio de 1990 en Lagos, Nigeria) es un  futbolista de Nigeria que actualmente juega para el Sliema Wanderers de la Premier League de Malta. Él juega como un delantero.

## Trayectoria como jugador

### Pacto Lagos
Frank Temile comenzó su carrera futbolística en su país natal Nigeria, donde comenzó con el Covenant Lagos.

### Shooting Stars
Temile unió líder Nigeria Premier League lado  Shooting Stars, donde jugó la temporada 2006-07 con el club.

### Valletta
Después de algunas impresionantes exhibiciones de Shooting Stars, Frank ganó el paso al Valletta Football Club, donde se le asignó el número 14. Fue elegido como el tercer extranjero para jugar en dicho club. El 4 de octubre de 2007, hizo su debut en la derrota por 2-1 ante el Sliema Wanderers.
En su primera temporada en la liga (2007-08) anotó 10 goles y ayudó al club a ganar la Premier League de Malta por primera vez en siete años. Su impacto durante la primera temporada fue tan grande que fue nominado a tres premios prestigiosos en los Premios de Fútbol de Malta. Se trata de  Mejor Delantero,  jugador más prometedor y mejor jugador extranjero. También ganó Gala Night Replay al Jugador del Año, donde los jugadores locales votaron por él.
El 26 de mayo de 2008, se informó que Temile, junto con su agente Henry Ekezie, había viajado a Múnich para una prueba con uno de los principales clubes de Alemania.

### Dynamo Kiev
Temile se unió al FC Dynamo Kiev en el verano de 2008.

## Vida personal
Temile era huérfano. Por desgracia, perdió a su madre cuando él tenía tres años y su padre cuando él tenía once años. Se trasladó a Malta cuando tenía dieciséis años, donde fue adoptado por la familia Gauci.
Temile proviene de una familia del fútbol. Su tío, Clemente Temile, quien es el padre de  internacionales israelíes Toto Tamuz, fue coronada por  Nigeria varias veces y sus hermano, Omonigho Temile, interpretado por Botev Plovdiv.

### Clubes (y resultado)
- 'Premier League de Malta'
  - Ganador:  2007-2008 de Valletta FC

### Distinciones Individual
- 'Malta Premios Futbol'
  -  'Mejor Delantero'
    - Ganador:  2007-2008

  -  'Jugador Más Prometedor'
    - Ganador:  2007-2008

  -  'Mejor jugador extranjero'
    - Ganador:  2007-2008

- Datos: Q2735076
- Multimedia: Frank Temile / Q2735076